# Paul Creston
Paul Creston egentlig Giuseppe Guttoveggio (10. oktober 1906 i New York – 24. august 1985 i San Diego) var autodidakt amerikansk komponist, pianist, organist og lærer af italiensk herkomst. Han fik sit gennembrud med sin 1. symfoni. Senere fulgte omkring 200 værker bl.a. orkestermusik, f.eks. 6 symfonier og symfoniske digte, værker for soloinstrumenter og orkester, f.eks. marimbakoncerten, saxofonkoncerten og en klaverkoncert, kammermusik m.m. Hans meget melodiske musik har ofte en dansemæssig karakter. Han var oprindelig inspireret af Johann Sebastian Bach Og Maurice Ravel, men fandt med tiden sin egen personlige stil. Han underviste i komposition på New York College of Music og Washington State College. 

## Udvalgte værker
- Symfoni nr. 1 (1940) - for orkester
- Symfoni nr. 2 (1944) - for orkester
- Symfoni nr. 3 "Tre mysterier" (1950) - for orkester
- Symfoni nr. 4 (1951) - for orkester
- Symfoni nr. 5 (1955) - for orkester
- Symfoni nr. 6 "Orgelsymfoni" (1981) - for orgel og orkester
- "Preludie og dans" (1941) - for orkester
- "Et rygte" (1941) - for orkester
- "Pastorale og Tarantel" (1941) - for orkester
- "Sang fra 1942" (1943) - for orkester
- "Hyldest til strygeorkester" (1947) - for strygeorkester
- "Walt Whitman" (1952) - for orkester
- Invokation og dans" (1953) - for orkester
- "Danse overture" (1954) - for orkester
- "Toccata" (1957) - for orkester
- Marimbakoncert (1940) - for marimba og orkester
- Klaverkoncert (1949) - for klaver og orkester
- Saxofonkoncert (1941) - for saxofon og orkester